# Isabel Adams
Isabel Adams, nombre artístico de Isabel Núñez (Santiago, 21 de agosto de 1945), es una cantante chilena, ganadora de la competencia internacional del Festival de Viña del Mar de 1966.
Sus canciones más conocidas son el rock lento «Por creer en ti», canción compuesta por Marco Aurelio y Jaime Atria, ganadora del Festival de Viña, y el bolero «Triunfamos».
Su carrera se vio fuertemente influenciada por las raíces musicales panameñas, debido a que su padre era un diplomático chileno. Al retornar a Chile, tras grabar en Panamá y Ecuador, grabó una versión en español de «Non ho l'età», canción de Gigliola Cinquetti, ganadora del Festival de Eurovisión 1964.